# 薛桓
薛桓（?—?），明朝山东承宣布政使司青州府胶州（今山东省青岛市胶州市）人，明宣宗的女儿常德公主的丈夫、明英宗的姐夫。
薛桓是阳武侯薛禄與王氏之子。正统五年（1440年），孫太后将女儿嫁给薛桓，薛桓为驸马都尉。正统十四年（1449年）七月，土木之变前夕，明英宗令成安侯郭晟掌中军都督府事，建平伯高远掌左军都督府事，驸马都尉薛桓掌右军都督府事。景泰三年（1452年）四月，礼部尚书胡濙暨魏国公徐承宗，宁阳侯陈懋，安远侯柳溥，武清侯石亨，成安侯郭晟，定西侯蒋琬，驸马都尉薛桓等重臣联名请明代宗立朱见济为皇太子。天顺元年（1457年）正月，夺门之变，明英宗以复位改元，遣驸马都尉薛桓告明长陵、明献陵、明景陵。因为妻子的冷遇，薛桓“尝私侍婢，与常德长公主争语”，公主向明英宗哭诉，结果薛桓“法司考讯于外庭，论当斩。下锦衣卫狱固禁”，几天后释放。到成化年间，薛桓被明宪宗派去代祭明长陵、明献陵、明景陵、明裕陵。